# Huntleya meleagris
Huntleya meleagris är en orkidéart som beskrevs av John Lindley. Huntleya meleagris ingår i släktet Huntleya och familjen orkidéer. Inga underarter finns listade i Catalogue of Life.

## Bildgalleri

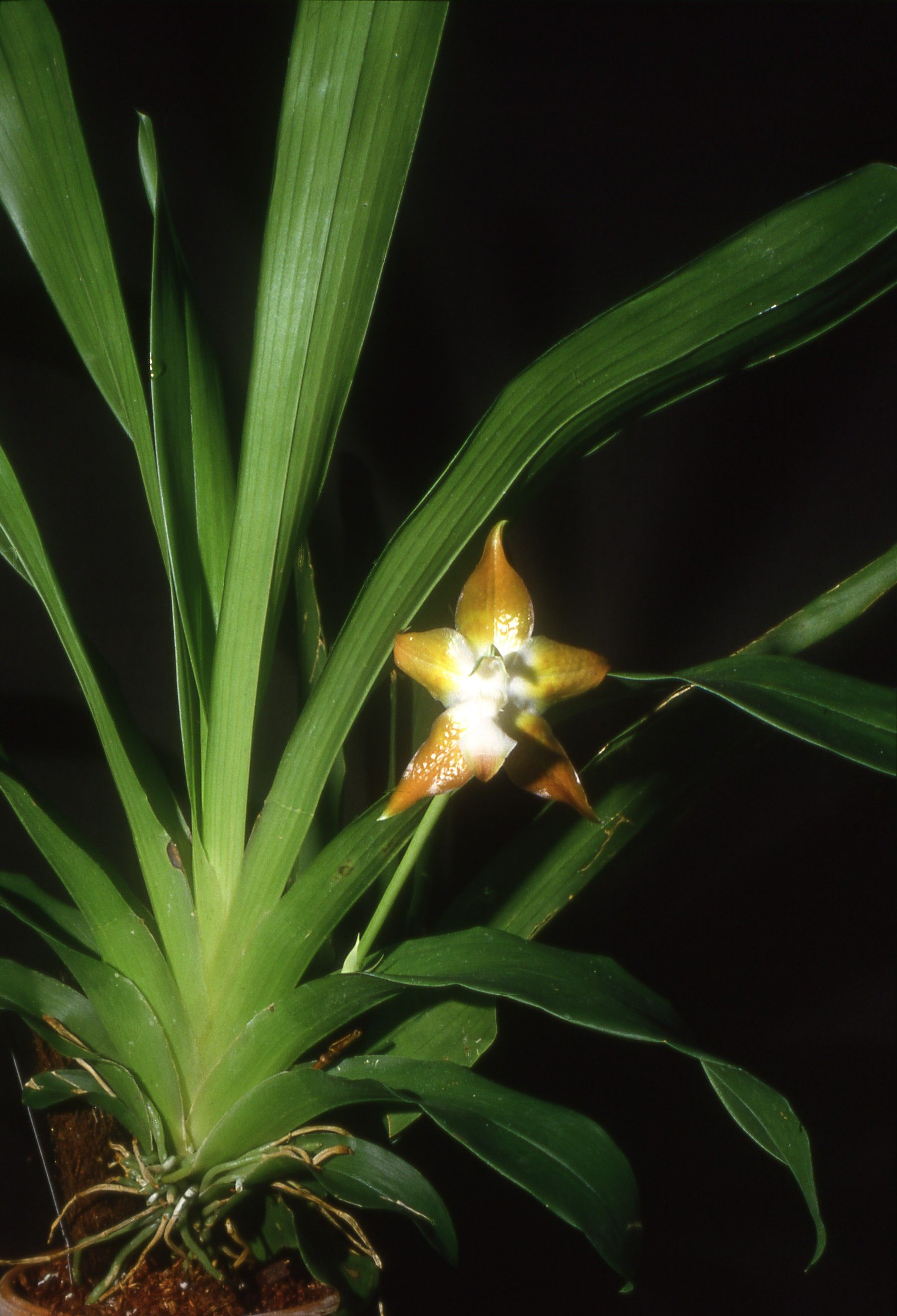
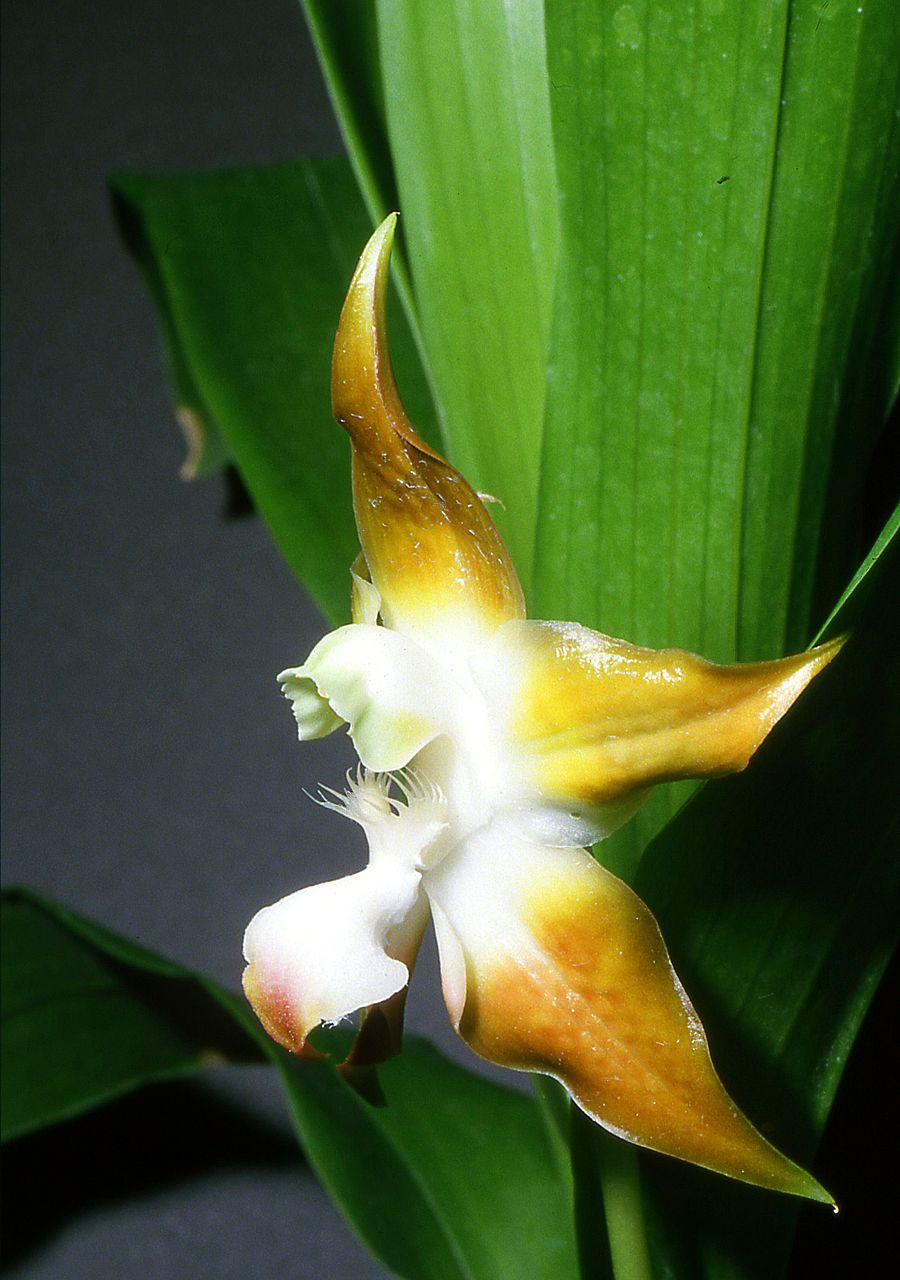
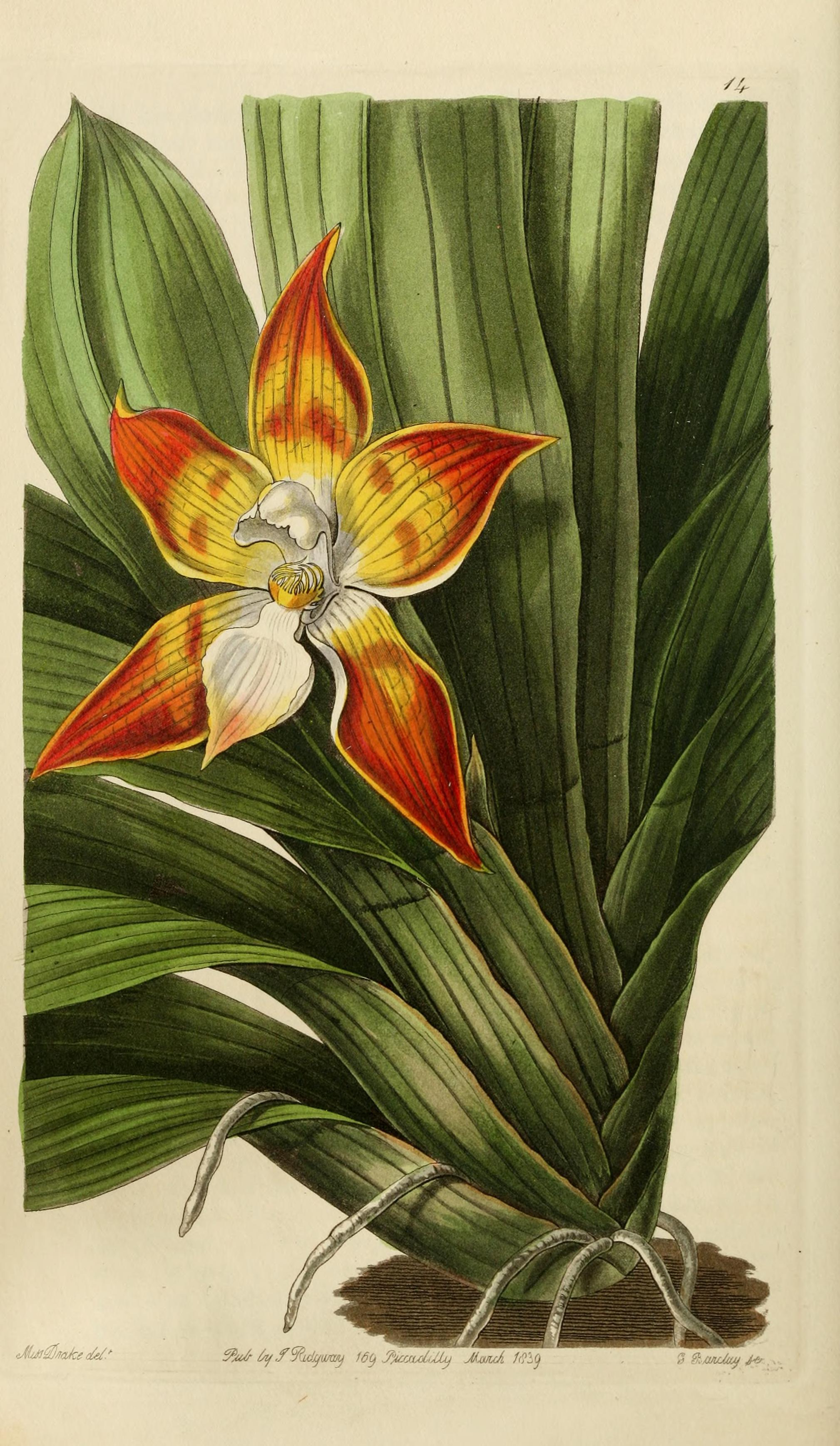
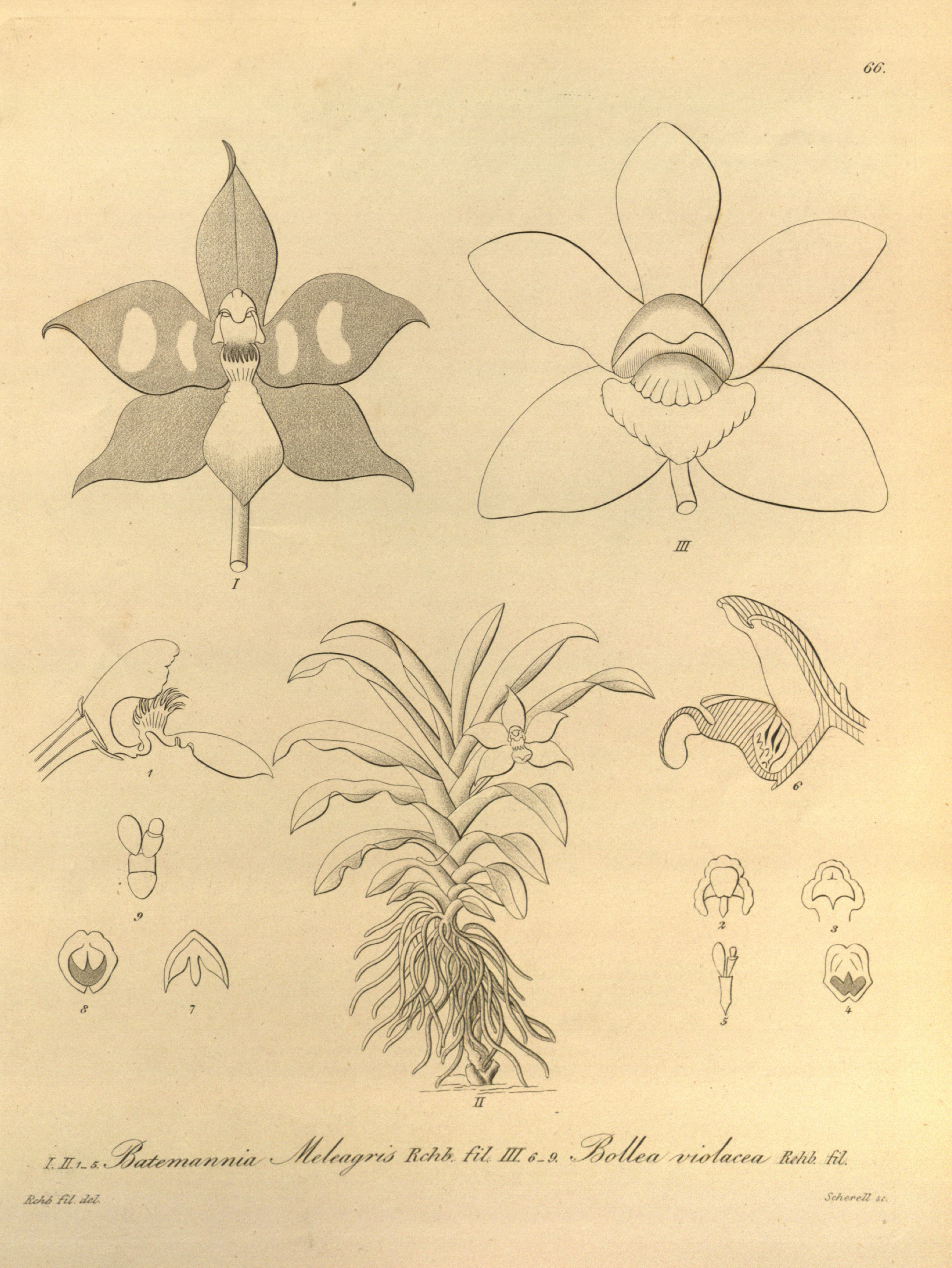
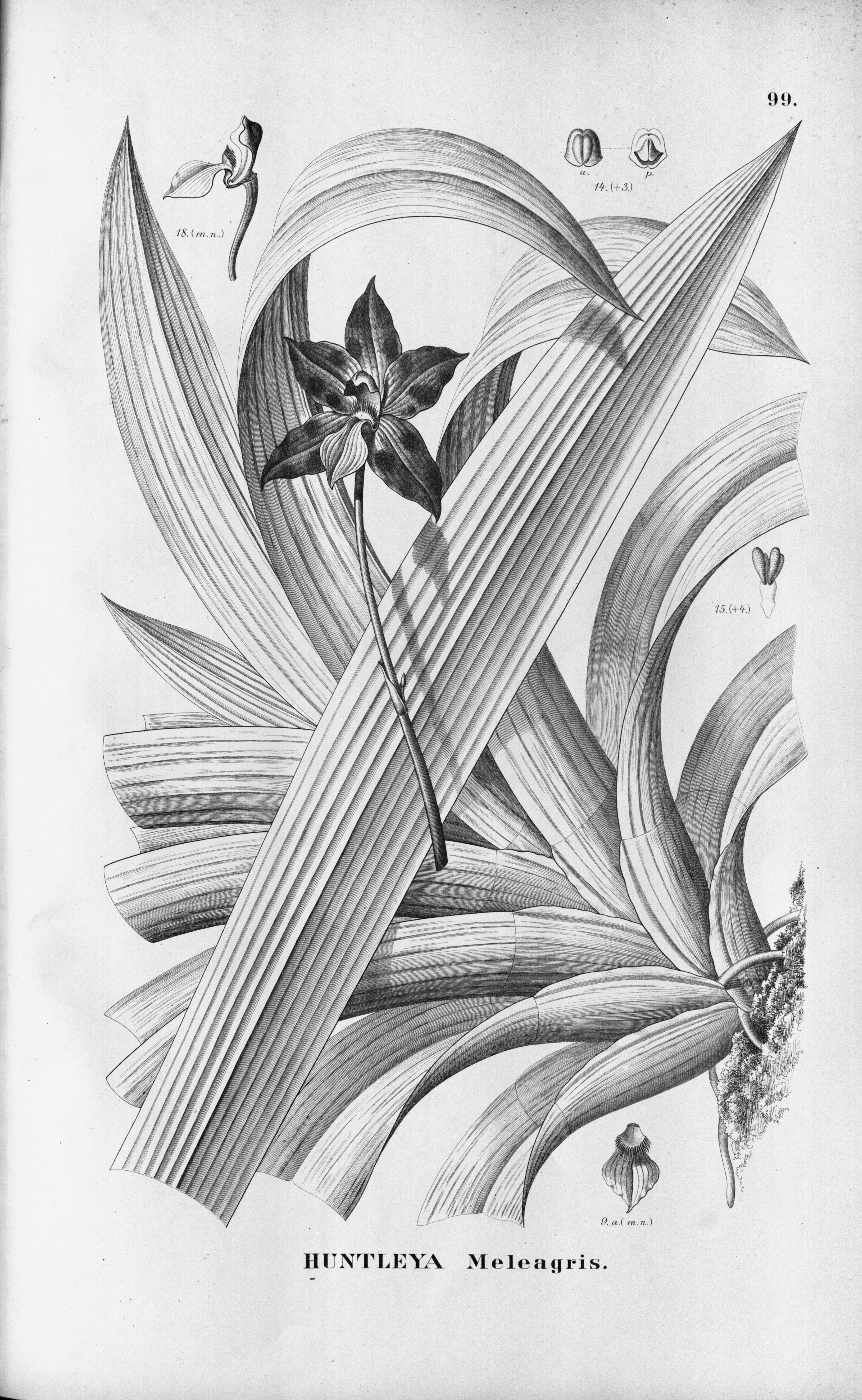